# Куркужин
Куркужи́н (кабард.-черк. Къулъкъужын) — река в республике Кабардино-Балкария. Протекает по территории Баксанского и Прохладненского районов. Устье реки находится в 56 км по правому берегу реки Малка. Длина реки составляет 66 км, площадь водосборного бассейна 531 км².

## География
Река берёт своё начало с восточного склона горы Бгюх. Впадает в реку Малка ниже села Карагач. Главные притоки — Матхука и Атсынако справа, и Куруко слева.
Вдоль долины реки Куркужин расположены населённые пункты — Верхний Куркужин, Нижний Куркужин, Куба-Таба, Кременчуг-Константиновское и Карагач.

## Данные водного реестра
По данным государственного водного реестра России относится к Западно-Каспийскому бассейновому округу, водохозяйственный участок реки — Малка от Кура-Марьинского канала и до устья, без реки Баксан. Речной бассейн реки — Реки бассейна Каспийского моря междуречья Терека и Волги.
Код объекта в государственном водном реестре — 07020000812108200004382.